# Темирбек Жургенов (село)
Темирбек Жургенов (каз. Темірбек Жүргенов, до 2016 г. — Макпалколь) — село в Жалагашском районе Кызылординской области Казахстана. Административный центр и единственный населённый пункт Макпалкольского сельского округа. Находится примерно в 37 км к юго-западу от районного центра, посёлка Жалагаш. Код КАТО — 433647100.

## Население
В 1999 году население села составляло 2227 человек (1097 мужчин и 1130 женщин). По данным переписи 2009 года, в селе проживал 1921 человек (996 мужчин и 925 женщин).

## Известные жители и уроженцы
- Еспанов, Узак (1928—2014) — Герой Социалистического Труда.